# Khan El-Khalili
Khan El Khalili (in arabo: خان الخليلي) è un romanzo del 1945 dello scrittore egiziano e premio nobel per la letteratura Nagib Mahfuz.

## Trama
La storia è ambienta tra il 1941 e il 1942, durante la Seconda guerra mondiale. La Campagna d'Africa è al suo culmine con la parte nord dell'Egitto come uno dei suoi teatri, e anche Il Cairo non è risparmiata dal conflitto. In questo contesto il romanzo racconta la storia degli Akif, una famiglia della classe media egiziana. La famiglia ha recentemente preso casa nello storico quartiere di Khan el-Khalili nella convinzione che gli aerei tedeschi non bombarderanno quella zona della città per il suo carattere e i suoi edifici religiosi e storici.
Il racconto è ambientato nella stessa area in cui Naguib Mafhuz ha passato la sua infanzia e una parte della sua vita adulta. Pescando nei suoi ricordi, l'autore ci restituisce le storie vivide di personaggi le cui vicende si intrecciano tra le immagini, i colori e i suoni unici del quartiere di Khan El-Khalili. Ahmed, il più grande dei due figli della famiglia Akif, è il personaggio principale e la storia viene raccontata principalmente attraverso i suoi occhi e quelli del fratello minore Rushdi.
Sullo sfondo degli eventi della vita dei protagonisti del romanzo si stagliano questioni che le trascendono e su cui l'autore ragiona attraverso i suoi personaggi, tra di esse vi sono il confronto tra nuovo e antico, tra tradizioni e modernità e tra fede religiosa e secolarismo.

## Adattamenti cinematografici
Il romanzo è stato adattato per il cinema nel 1967 con la regia di Atel Salem.

## Edizioni
Khan El-Khalili è stato tradotto in lingua inglese nel 2008 ed è inedito in italiano.
- (EN)  Naguib Mafhuz, Khan El-Khalili, traduzione inglese di Roger Allen, 2008. ISBN 9789774161919.
- (TR) Esat Ayyıldız, Necîb Mahfûz’un Hân el-Halîlî Adlı Romanındaki Psikanalitik Yaklaşımlar, Filoloji Alanında Yeni Ufuklar, Ankara: Gece Kitaplığı, 2019. p. 77-99.